# Ourapteryx kantalaria
Ourapteryx kantalaria är en fjärilsart som beskrevs av Felder 1873. Ourapteryx kantalaria ingår i släktet Ourapteryx och familjen mätare. Inga underarter finns listade i Catalogue of Life.